# Paul Bowles
Paul Bowles, (Nova York, 30 de desembre de 1910 - Tànger, Marroc, 18 de novembre de 1999) va ser un escriptor, compositor i viatger estatunidenc.

## Biografia
D'avis alemanys per part paterna, Bowles va viure un violent conflicte generacional amb son pare, un odontòleg i músic frustrat, de qui era fill únic, tan maniàtic que li feia mastegar quaranta vegades cada mos, i amb sa mare, de manera que, al tirar-li a aquesta un ganivet en una discussió als dinou anys, va decidir evitar mals majors i escapar-se de sa casa sense acabar els estudis. Va comprar un passatge de vaixell i va acabar a París, on va conèixer la Generació perduda, en especial Ezra Pound i Djuna Barnes. Com conta en el seu llibre autobiogràfic Memòries d'un nòmada (1972), va publicar a París dos poemes surrealistes a Transition, una revista literària internacional, que van cridar l'atenció de Gertrude Stein; aquesta, això no obstant, va desanimar la seua vocació d'escriptor i el jove bohemi es va dedicar a la música. Va tornar a Nova York per a estudiar composició amb Aaron Copland durant els anys trenta. Amb ell va fer diversos viatges, entre ells al Marroc. En els anys següents va compondre partitures per a ballets i la música de moltes pel·lícules i obres de teatre. A Berlín va tractar a Christopher Isherwood i W. H. Auden. Va residir a Mèxic quatre anys, on va conèixer i va quedar impressionat pel compositor Silvestre Revueltas, un any abans que aquest morirà alcoholitzat. Va viatjar, a més, per Costa Rica, Guatemala i Colòmbia amb Jane Auer, amb la que el 1938 es va casar, per la qual cosa des de llavors va ser coneguda com a Jane Bowles, autora de teatre i novel·lista bisexual autora de Dues dames molt serioses. Va llegir amb molta passió Franz Kafka, les obres del qual el van impressionar molt. Jane el va animar perquè tornarà a escriure i Bowles va produir relats i crítica musical per al Herald Tribune entre 1942 i 1945. En el Broadway dels anys quaranta va conèixer Orson Welles, Joseph Losey, John Huston i Salvador Dalí. L'any 1947, el matrimoni es va instal·lar a Tànger, una ciutat de l'aleshores Marroc espanyol. Al Marroc estan ambientades la major part de les narracions de Bowles, com per exemple la seua primera novel·la, The Sheltering Sky (1949), portada al cine amb èxit l'any 1991 per Bernardo Bertolucci; com va afirmar l'autor, l'acció hi transcorre en dos plans, el desert africà exterior i el desert interior dels protagonistes. L'obra és en part autobiogràfica i el film va suposar el redescobriment de l'autor en el seu propi país, traient-lo de les estretors econòmiques que començaven a assetjar-lo. Després va publicar les novel·les Let It Come Down (1952) i The Spider's House (1955). En aquestes obres, Bowles agrada d'instal·lar en l'estranya cultura musulmana a europeus o nord-americans que acaben immersos en autèntiques crisis d'identitat en trobar-se descontextualitzats i alienats per un núvol de drogues, alcohol i ambigüitat emotiva, i en el paisatge del desert, on l'única cosa que existeix és el cel i la terra pelada. Es representa així la dissolució de la identitat en el món modern. A Tànger, Jane va començar una llarga relació lèsbica de vint anys amb una serventa domèstica marroquina, de qui el seu marit va sospitar a vegades que l'havia enverinat o endimoniat. En els anys cinquanta Bowles es va relacionar amb la "Gay Society" (Luchino Visconti, Tennessee Williams, Truman Capote) i durant amb la Generació beat (William S. Burroughs, Allen Ginsberg), sense arribar a pertànyer a cap d'aquests grups. Va servir de cicerone a Tànger a la pràctica totalitat de la Generació Beat gai: Tennessee Williams, Truman Capote, Allen Ginsberg, Jack Kerouac, William S. Burroughs, Gore Vidal, Gregory Cors, Djuna Barnes o Cecil Beaton, i va introduir a alguns d'ells en curioses drogues marroquines com el majoun. L'any 1972 va publicar les seues memòries, Whitout stopping. L'any 1973 va morir la seua esposa en un hospital de Màlaga després d'un llarg internament de setze anys per demència. El Diari de Tànger 1987-1989 (1991) ofereix una crònica de la seua vida al Marroc. Va publicar a més el llibre de viatges per Àfrica titulat Caps verds, mans blaves (1963). Va recopilar els seus relats en The Delicate Prey and Other Stories (1950), The Time of Friendship (1967) i Collected Stories, 1939-1976 (Relats complets de Paul Bowles) (1979). També va conrear la poesia i va traduir contes tradicionals africans.
Com a compositor, la seua producció inclou, entre altres obres, l'òpera Denmark Vesey (1937) i una altra sobre Federico García Lorca titulada The Wind remains, Relíquia del vent, estrenada el 1943 per Leonard Bernstein i basada en Así que pasen cinco años del poeta de Granada. Durant els anys 1980 la seua obra es va revalorar, es va traduir i es va publicar arreu del món.

## Obra musical
- 1931 Sonata per a oboè i clarinet
- 1937 Yankee Clipper, ballet
- 1937 Denmark Vesey, òpera
- 1941 Pastorela, ballet
- 1943 The Wind remains, òpera
- 1944 The Glass Managerie, música incidental per al teatre
- 1946 Cabin, llibret de Tennessee Williams
- 1946 Concert per a dos pianos
- 1947 Sonata per a dos pianos
- 1949 Night Waltz
- 1953 A Picnic Cantata
- 1955 Yerma, òpera
- 1979 Blue Mountain ballads, words by Tennessee Williams, music by Paul Bowles.

### Novel·la
- 1949 The Sheltering Sky (en català: El cel protector)
- 1952 Let It Come Down
- 1955 The Spider's House
- 1966 Up Above the World
- 1991 Too Far From Home

### Col·leccions de contes i narracions breus
- 1950 A Little Stone
- 1950 The Delicate Prey and Other Stories
- 1959 The Hours after Noon
- 1962 A Hundred Camels in the Courtyard (en català: Cent camells al pati)
- 1967 The Time of Friendship
- 1968 Pages from Cold Point and Other Stories
- 1975 Three Tales
- 1977 Things Gone & Things Still Here
- 1979 Collected Stories, 1939-1976
- 1982 Points in Time
- 1988 Unwelcome Words: Seven Stories

### Poesia
- 1933 Two Poems
- 1968 Scenes
- 1972 The Thicket of Spring
- 1981 Next to nothing: collected poems, 1926-1977

### Traduccions
Una de les obres més destacades en la seua vida va ser la traducció de contes de la tradició oral dels conta-contes marroquins, incloent-hi Mohammed Mrabet, Driss Ben Hamed Charhadi (Larbi Layachi), Abdeslam Boulaich, i Ahmed Yacoubi. També va traduir l'escriptor marroquí Mohamed Choukri. Bowles va recollir i gravar durant cinc setmanes de l'any 1959 música tradicional andalusí i berber, viatjant a través de Marroc. Les dues gravacions s'han comercialitzat, i l'original està arxivat a la Library of Congress a Washington DC
- 1964 A Life Full Of Holes, de Driss Ben Hamed Charhadi (Larbi Layachi)
- 1968 Love With A Few Hairs, de Mohammed Mrabet
- 1968 The Lemon, de Mohammed Mrabet
- 1970 M'Hashish, de Mohammed Mrabet
- 1974 The Boy Who Set the Fire, de Mohammed Mrabet
- 1976 Look & Move On, de Mohammed Mrabet
- 1976 Harmless Poisons, Blameless Sins, de Mohammed Mrabet
- 1979 Five Eyes, de Abdeslam Boulaich, Mohamed Choukri, Larbi Layachi, Mohammed Mrabet, i Ahmed Yacoubi

### Llibres de viatges i autobiografia
- 1957 Yallah, text de Paul Bowles, fotos de Peter W. Haeberlin
- 1963 Their Heads are Green, llibre de viatges
- 1972 Without stopping; an autobiography

### Aparició en pel·lícules i entrevistes
- Paul Bowles in Morocco (1970), produïda i dirigida per Gary Conklin
- L'any 1990 Bernardo Bertolucci va adaptar The Sheltering Sky al cine. Bowles actua com a narrador en off de la pel·lícula.